# Simcoe
Simcoe är en ort i Kanada.   Den ligger i provinsen Ontario, i den sydöstra delen av landet, 500 km sydväst om huvudstaden Ottawa. Simcoe ligger 210 meter över havet och antalet invånare är 14 777.
Terrängen runt Simcoe är platt. Närmaste större samhälle är Norfolk County, 6,8 km väster om Simcoe.
Omgivningarna runt Simcoe är en mosaik av jordbruksmark och naturlig växtlighet.